# マーガレット・オブ・ハンティングダン
マーガレット・オブ・ハンティングダン（Margaret of Huntingdon、1145年 - 1201年）は、スコットランドの女性王族。スコットランド王マルカム4世とウィリアム1世の姉。

## 生涯
ハンティングダン伯ヘンリー（スコットランド王デイヴィッド1世の子）とエイダ・ド・ワーレンの次女として生まれた。マーガレットには姉エイダ、妹にマージョリーとマティルダがいた。
1160年、ブルターニュ公コナン4世と結婚。結婚によってマーガレットはブルターニュ公妃、リシュモン伯爵夫人となった。マーガレットの出自と最初の結婚について、ピーターバラのベネディクトが推測を行っている。夫妻は一人娘のコンスタンスをもうけた。
1171年、コナン4世が死去し、マーガレットは26歳で寡婦となった。1171年の復活祭の少し前、マーガレットはイングランド貴族ハンフリー・ド・ブーンと再婚した。夫妻は一男一女をもうけた。
- ヘンリー（1176年 - 1220年） - 初代ヘレフォード伯。子孫の第4代ヘレフォード伯ハンフリーは、スコットランド王家断絶の際に王位請求者の一人となった（スコットランド独立戦争を参照）。さらにその子孫にイングランド王ヘンリー4世の最初の妻メアリー・ド・ブーンがいる。
- マティルダ[2]

1181年、マーガレットはハンフリー・ド・ブーンと死別した。彼女はイングランド貴族ウィリアム・フィッツパトリック・ハートバーンと再婚した。ハートバーンはダーラムにあるワシントンの所領を獲得した。夫妻は一男をもうけた。
- ヴァルター・ド・ワシントン
- ウィリアム・ド・ワシントン（1183年頃 - 1239年頃）
- マージョリー・ド・ワシントン

マーガレットは1201年に亡くなり、ハンティンドンシャーにあるソートリー修道院に埋葬された。